# Noem
Das Noem (Aussprache Noēm; von griechisch nóema „Gedanke“) ist das kleinste Bedeutungselement eines Semems. Die vom Noem getragene Bedeutung ist laut Leonard Bloomfield Teil eines Glossems, welches die kleinste sprachliche Einheit darstellt. Noeme sind Teil der Semantik.

## Noematik
Die Lehre bzw. Wissenschaft von den Noemen ist die Noematik. Sie beschreibt sowohl die Beziehungen der Noeme untereinander als auch ihre Kombinationsmöglichkeiten.
Die Noematik beschreibt auch die Lehre von Gedankeninhalten eines Werkes. 